# Omalophora mukdensis
Omalophora mukdensis är en insektsart som beskrevs av Matsumura 1942. Omalophora mukdensis ingår i släktet Omalophora och familjen spottstritar. Inga underarter finns listade i Catalogue of Life.